# Бал вампиров
«Бал вампиров» (англ. Dance of the Vampires) — первый цветной фильм режиссёра Романа Полански (1967) в жанре комедийного хоррора. В американском прокате шёл под названием «Бесстрашные убийцы вампиров, или Простите, но ваши зубы впились мне в шею» (англ. The Fearless Vampire Killers, or Pardon Me, But Your Teeth Are in My Neck).

## Сюжет
Профессор Кёнигсбергского университета Абронсий или Абронзиус (Джек Макгоурэн) вместе со своим помощником-студентом Альфредом (Роман Полански) отправляются в Трансильванию для того, чтобы проверить слухи о том, что там есть замок, в котором живёт вампир по имени Граф Фон Кролок (Ферди Мэйн) вместе со своим сыном — геем Гербертом Фон Кролоком. Они останавливаются на постоялом дворе, которым владеет Йони Шагал (Алфи Басс), мужчина средних лет. Шагал проживает с женой Ребеккой и красавицей-дочерью Сарой (Шэрон Тейт), в которую с первого взгляда влюбляется Альфред.
Профессор Абронзиус расспрашивает Шагала и прочих обитателей двора о вампирах, но те лишь отвечают, что никогда не видели ничего подобного. Создаётся ощущение, что люди что-то скрывают, так как один паренёк случайно пробалтывается, когда профессор только прибывает к Шагалу, но Шагал и его гости перебивают молодого человека и переводят разговор на другую тему. Профессор говорит своему помощнику Альфреду, что обнаружил почти все признаки вампиров: чеснок, который развешан практически повсюду на постоялом дворе, и за́мок, существование которого скрывают местные жители. Однажды утром на постоялый двор приезжает в санях странный горбатый человек с кривыми зубами и скрипучим хриплым голосом. Этот человек просит, чтобы хозяин постоялого двора Йони продал ему несколько свечей для замка.
Профессор, наблюдавший за завтраком эту картину, говорит своему помощнику, чтобы тот проследил за горбуном, так как он может вывести их на замок, в котором живут вампиры. Горбун готовил сани к отъезду и заметил дочь Шагала Сару, которая наблюдала за горбуном через окно своей комнаты. Альфред цепляется за задний торец саней горбуна и едет так некоторое время, но затем руки Альфреда соскальзывают и он падает с саней; горбун, не заметив присутствия Альфреда, уезжает. Вечером того же дня на постоялый двор тайно пробирается Граф Фон Кролок и похищает Сару Шагал, когда та принимает ванну. Йони Шагал и его жена в панике и слезах, но затем Йони в отчаянии отправляется на поиски своей дочери. Утром следующего дня лесорубы привозят окоченевший труп Йони.
Профессор Абронзиус осматривает труп и обнаруживает укусы на теле, похожие на те, что оставляют вампиры. Лесорубы говорят, что Йони искусали волки, это очень злит Абронзиуса и он прогоняет лесорубов, называя их лгунами и невеждами. Через день Йони оживает, кусает за шею служанку и скрывается на глазах профессора и его помощника. Абронзиус и Альфред преследуют Шагала и попадают в замок, о существовании которого догадывался профессор. В замке профессор и его помощник встречают графа фон Кролока, а также лично знакомятся с горбуном (которого, как оказалось, зовут Куколь) и с сыном фон Кролока Гербертом. Фон Кролок оказывается весьма умным и образованным человеком: у него в замке большая библиотека; при разговоре с профессором он даёт понять, что хорошо разбирается в естественных науках. Граф предлагает профессору пожить некоторое время в замке. На следующий день профессор Абронзиус и Альфред узнают, что граф фон Кролок и его сын — вампиры.
Герберт с первого взгляда страстно влюбляется в Альфреда и активно добивается его расположения. Когда наивный Альфред наконец понимает, чего от него хотят, ему стоит немалого труда избегнуть гомосексуальных домогательств Герберта.
Фон Кролок признаётся, что он вампир, запирает профессора на балконе своего замка и идёт готовиться к балу вампиров, который запланирован на этот вечер. На замковом кладбище все мертвецы — вампиры прошлых веков — просыпаются, отодвигают могильные плиты и следуют в замок на бал. Профессор Абронзиус вместе с помощником выбираются из заточения и также идут на бал. Там они воруют бальные костюмы у двух стариков — вампиров и присоединяются к балу. Их цель — сбежать вместе с Сарой Шагал, в которую влюблён Альфред. Все участники бала обнаруживают, что профессор и Альфред не вампиры, так как они отразились в зеркале, а вампиры не отражаются в зеркалах. За профессором Абронзиусом и Альфредом начинается погоня; им удаётся сбежать на санях вместе с Сарой Шагал. Но профессор не знает, что Сара отныне — тоже вампирша. Таким образом, Абронзиус, пытаясь искоренить зло вампиризма, наоборот, разносит его из Трансильвании по всему миру.

## В ролях

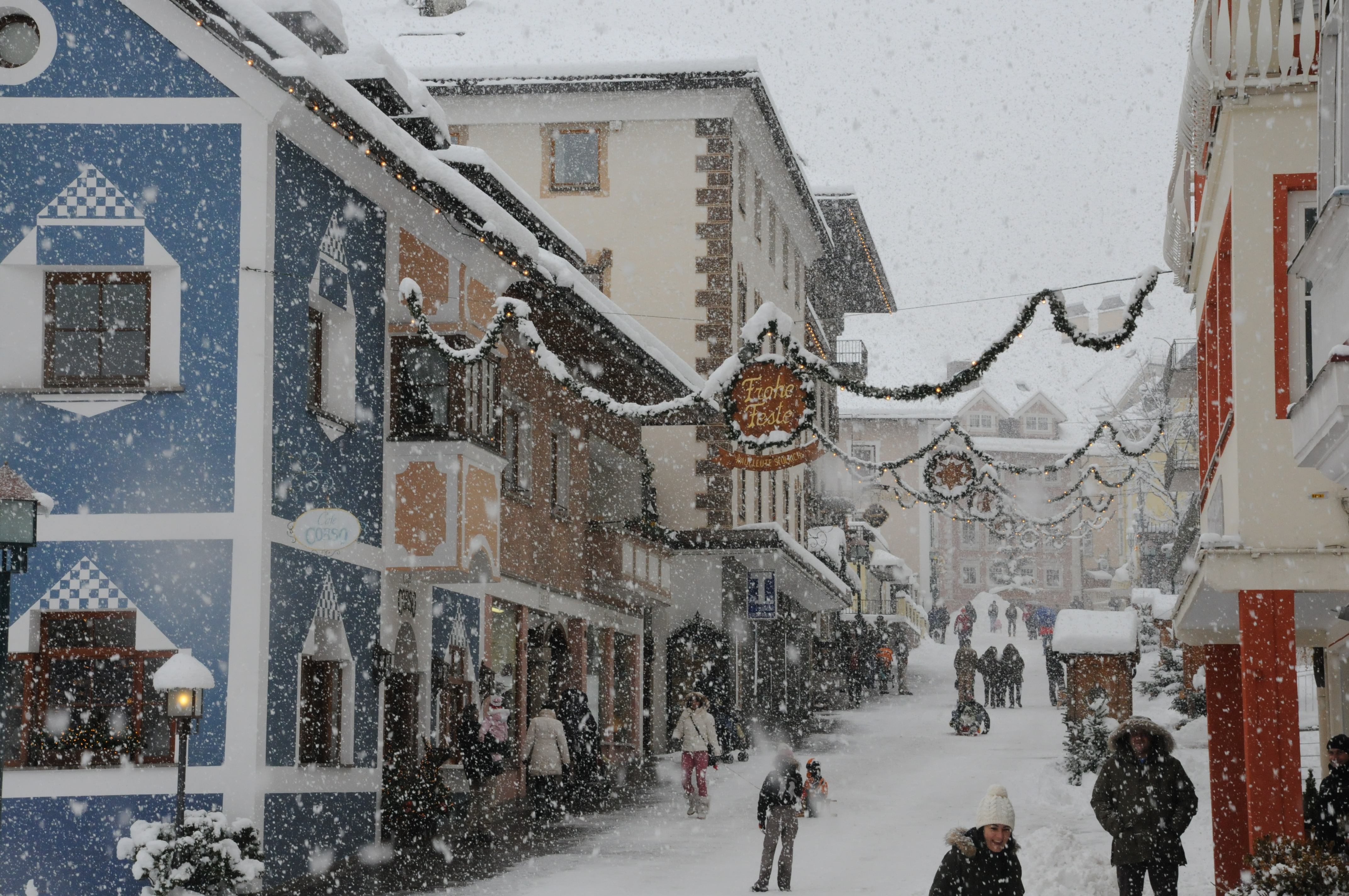
Город Ортизеи, где проходили съёмки фильма

- Джек Макгоурэн — профессор Абронзиус
- Роман Полански — помощник Альфред
- Альфи Басс — хозяин гостиницы Йони Шагал
- Джесси Робинс — Ребекка Шагал
- Шэрон Тейт — Сара Шагал
- Ферди Мэйн — граф фон Кролок
- Терри Даунс — слуга Куколь
- Фиона Льюис — служанка Магда
- Рональд Лейси — деревенский идиот

## Предыстория и написание сценария
К концу шестидесятых годов Роман Полански выпустил уже три фильма, которые пользовались успехом у критиков и сделали ему имя в кинотеатральной среде. В то время режиссёр общался с «самыми-самыми» и одевался по последней моде. Начал гораздо больше употреблять алкоголя и наркотиков. В этот момент жизни Полански жил на небольшой вилле по адресу Вест-Итон-плейс, 95, в районе Королевских конюшен в Лондоне. Позже он вспоминал об этом периоде жизни: «Всё, что меня тогда интересовало, трахнуть бабу и кутить дальше». В апреле 1966 году критик Кеннет Тайнен даже предложил Лоренсу Оливье, чтобы Полански поставил одну постановку в театре «Олд вик», которым тогда руководил Оливье, но из этой затеи в итоге ничего не вышло. Два месяца спустя Тайнен пригласил Полански снять фильм, который, как он выразился будет «вроде „Бэтмена“, только эротичнее». Его тоже так и не сняли. В то же время Поланскому поступило ещё одно предложение от продюсера, но и из него тоже ничего не вышло.
Больше не имея ни одного предложения от продюсеров Полански и Жерар Брак находились на горнолыжном курорте в Австрийских Альпах, тогда им и пришла в голову идея для нового сценария. Они описывали его как «добродушный стёб над современными ценностями», подразумевая тему секса. История была написана в духе популярных тогда малобюджетных фильмов ужасов студии Hammer. А действие разворачивалось в заснеженной, затерянной в горах румынской деревушке. Ещё когда они писали сценарий Полански говорил Браку, что через месяц они продадут его одной из самых больших голливудских студий. Но на самом деле им потребовалось два месяца.
Изначальное название сценария «Бал вампиров» (англ. Dance of the Vampires), было переименовано продюсерами в «Бесстрашные убийцы вампиров, или Простите, но ваши зубы впились мне в шею» (англ. The Fearless Vampire Killers, or Pardon Me, But Your Teeth Are in My Neck). Сценарий был куплен компанией Filmways, на съёмки фильма был выделен бюджет 1,7 млн долларов. Дистрибьютером фильма выступила компания MGM.

## Работа над фильмом
Как только началась работа над фильмом Полански заявил директорам Filmways, что хотел бы видеть в главной роли свою подругу Джил Сент-Джон, но ему ответили, что у них уже есть кто-то на примере.
Полански сразу же решил, что в фильме будет очень много снега, особенно в сумеречном освещении. Съёмки фильма проходили в Доломитовых Альпах в районе Ортизеи и в замке Тауферс; бал и другие студийные сцены снимались в Великобритании. При создании роли сумасшедшего профессора, напоминающего Эйнштейна, Поланский и Жерар Брак с самого начала рассчитывали на то, что его сыграет Макгоурэн — театральный актёр, сделавший себе имя в постановках абсурдистских пьес Беккета. Во время съёмок Поланский познакомился со своей будущей женой Шэрон Тейт. Он вспоминает, что время съёмок было счастливейшим в его жизни.
«Бал вампиров» — первый фильм Поланского, шедший в американском прокате. Голливудские продюсеры посчитали, что восточноевропейский колорит фильма может отпугнуть американского зрителя. Фильм позиционировался в США как фарс, все голоса были передублированы, фильм предваряли несуразные мультипликационные титры. В общей сложности из фильма было вырезано 20 минут хронометража. Эта версия «Бала вампиров» известна под водевильным названием «Бесстрашные убийцы вампиров, или Простите, но ваши зубы впились мне в шею». Афишу с этим названием разработал известный мастер комикса, Фрэнк Фразетта. Фильм был принят публикой как «уважительная пародия» на жанр фильма о вампирах. Режиссёрский замысел был несколько другим:

Пародия не входила в мои задачи. Мне хотелось рассказать сказку, жуткую и в то же время прикольную, да ещё и полную приключений. Дети не видят здесь разницы. Им хочется, чтобы их пугали тем, что на самом деле не несёт в себе никакой опасности, чтобы им дали посмеяться над собственными страхами.

## Истоки и продолжения
«Бал вампиров» не было принято относить к удачам Поланского до 1990-х годов, когда по театрам Европы с большим успехом прошёл мюзикл «Танец вампиров», созданный на тот же сюжет при участии самого режиссёра. (Поланский вернулся к вампирской теме ещё раз, появившись в эпизоде культового фильма «Дракула Энди Уорхола»). Отдельные сцены из «Бала вампиров» были переосмыслены в более поздних картинах, таких как «Ван Хельсинг» и «Кровавый бордель».
Эта очаровательная блондинка, вдруг у неё отрастают клыки, и оказывается, она уже заражена этой ужасной вампирской кровью. Идея была в том, что мы носим вампира вместе с собой, в своих санях или рядом с собой. Полански не предполагал, что он тоже несёт вампира с собой, потому что вскоре после этого фильма погибла его жена от страшного убийства.
Пишущие о Поланском часто обсуждают истоки художественного мира «Бала вампиров», указывая на сходство атмосферы с работами Роджера Кормана, Александра Птушко и режиссёров студии Hammer. Влияние фильмов этой студии признаёт и сам Поланский: «Если хотите, я пытался стилизовать стиль, сделав его краше, более сбалансированным, напоминающим иллюстрации к волшебным сказкам». Принято считать, что один из героев неслучайно носит имя Шагала; в литературе пытались проследить связи между образностью Поланского и витебскими полотнами знаменитого художника.
В одном из интервью Поланский признался, что атмосфера фильма уходит корнями в его детство, в «Свадьбу» Выспяньского, в любимые им рассказы Бабеля. Он стремился наполнить этот художественный мир всяческой конкретикой и подробностями: «Даже снимая фантастику или утопию, следует наполнять выдуманные вами страны деталями местной культуры — костюмами, предметами».

## Место в творчестве Поланского
Место фильма в творчестве Поланского оценивается неоднозначно. Сам он называет «Бал вампиров» любимым фильмом, правда, по соображениям скорее сентиментальным, чем художественным. Кое-кто видит в нём старомодную и довольно плоскую комедию, полную разнообразных штампов — словом, один из наименее значительных фильмов режиссёра. Для Дж. Хобермана это лучший жанровый фильм Поланского и самая удачная его комедия. Исследователи творчества Поланского пытаются тематически подверстать «Бал вампиров» к «Ребёнку Розмари» и другим его фильмам: как и в более серьёзных работах режиссёра, здесь торжествует зло (и дьявол). Отмечается вездесущий мотив зеркального отражения: первая и последняя сцены зеркально отражают друг друга. Многочисленные пороги, двери, запоры, окна и зеркала тем не менее не выводят героев на новый этап развития: это мир сказочного абсурда, где всякое движение закольцовано.